# Řikonín
Řikonín (in tedesco Rikonin) è un comune della Repubblica Ceca facente parte del distretto di Brno-venkov, in Moravia Meridionale.